# 日比谷セントラルビル
日比谷セントラルビル（ひびやセントラルビル）は、東京都港区西新橋に建つ超高層ビルである。

## 歴史
この地には、古くは江戸城の外濠があり、1934年には日産コンツェルンにより「日産館」が建設された。第二次世界大戦中の1944年には大日本帝国海軍に接収され、艦政本部が置かれた。戦後は外務省、厚生省が使用したのち、日産コンツェルングループの合同ビルディング株式会社が買い戻したが、1956年に三井物産が同社を買収し、建物名称が物産館に改められた。1976年に大手町に三井物産ビルができるまでは、旧田村町にあたる西新橋1丁目、内幸町2丁目界隈には物産館をはじめ多くの建物を三井物産が所有し、営業活動を行っていた。三井物産が転出した後は1980年7月まで警視庁が仮庁舎として使用したのち、1981年1月に解体された。
物産館の建替えに当たっては、北隣のNHK東京放送会館（現 日比谷国際ビル）や富国館（現 富国生命ビル）と一体での再開発も検討されたが、単独で施工することとなり、1981年1月に着工。約2年4ヶ月の工期ののち、1983年5月31日に日比谷セントラルビルが竣工した。

## 建築
建物は東西に細長く、東面・西面各1本の細い縦連窓と、淡いピンク色のスペイン産花崗岩で仕上げられた外壁が外観の特徴となっている。東西両サイドにコアを有し、オフィス部分は約950m2の無柱空間が確保されている。地下には、輸入ヒノキ材製の60トンの受水槽が2基設けられた。
日比谷通りに面した敷地東側には、施工4社より山本衛士の彫刻「王と王妃」が寄贈された。敷地南西の一角には、隣接する物産ビル別館建設時に発見された江戸城外濠の石垣が復元保存されている。
1985年には第26回BCS賞を受賞した。

## 主な入居企業
- 三井農林[4]
- 日産厚生会診療所（2階）[5]
- サーブコープ（14階、レンタルオフィス）
- 東京日商エステム（20階）[6]
- 双日新都市開発（17階）[7]
- 千代田組
- ワーナー ブラザース ジャパン
- TOTOKU

2009年5月まで日比谷セントラルビル内郵便局が入居していたが、西新橋一郵便局と統合し西新橋郵便局となり、廃止されている